# دوغلاس (لاعب كرة قدم مواليد 1987)
ديانفريس دوغلاس تشاغاس ماتوس ((بالبرتغالية: Dyanfres Douglas Chagas Matos‏)؛ مواليد 30 ديسمبر 1987)، أو ببساطة دوغلاس، هو لاعب كرة قدم برازيلي يلعب لصالح نادي ألانيا سبور التركي ولعب سابقاً في نادي العين في دوري الخليج العربي كمهاجم.

## روابط خارجية
- ديانفريس دوغلاس تشاغاس ماتوس على موقع الاتحاد الدولي (مؤرشف)  (الإنجليزية)
- ديانفريس دوغلاس تشاغاس ماتوس على موقع رابطة كرة القدم اليابانية للمحترفين (اليابانية)
- ديانفريس دوغلاس تشاغاس ماتوس على موقع قاعدة بيانات كرة القدم.إي يو (الإنجليزية)
- ديانفريس دوغلاس تشاغاس ماتوس على موقع Soccerway.com (الإنجليزية)
- ديانفريس دوغلاس تشاغاس ماتوس على موقع عالم كرة القدم.نت (الإنجليزية)
- ديانفريس دوغلاس تشاغاس ماتوس على موقع AS.com (الإسبانية)